# Cesare Cattaneo
Cesare Cattaneo (Como, 26 de julio de 1912 - Como, 24 de agosto de 1943) fue una de las más brillantes promesas del movimiento racionalista italiano y, a pesar de su corta vida, produjo muchos proyectos, algunos escritos importantes, y algunos edificios ejemplares.
Ya durante el periodo de estudios entró en contacto con el grupo de arquitectos y artistas de Como, tales como Giuseppe Terragni, Alberto Sartoris y Mario Radice.
Desde 1933 asistió, de hecho, al estudio de Giuseppe Terragni y Pietro Lingeri, con quienes tendrá diferentes colaboraciones.
Se gradúa en el Politécnico de Milán, a los 23 años en 1935. En 1935 diseña su primera obra construida, el jardín de infancia Giuseppe Garbagnati en Asnago, junto con Carlo y Luigi Origoni. Ese mismo año participa en la VI Trienal de Milán.
Muere a los 31 años en 1943.

## Obras
- Concurso para el Plan Regulador de Como - 1 ° premio - con el grupo CM8 (Bottoni, Dodi, Giussani, Lingeri, Pucci, Terragni y Uslenghi). (1935)
- Jardín de infancia Giuseppe Garbagnati en Asnago (cerca de Como). (1935-1937)
- Fuente Camerlata con Mario Radice. La fuente fue construida de manera temporal para la Trienal de Milán, demolida y construida de forma permanente en Como en 1962. (1935)
- Concurso de arquitectura para un hospital de lactantes - 1 ° premio. (1936)
- Concurso de arquitectura en dos grados para el Palacio de Recepción y centro de convenciones en el E 42 de Roma - 2 º Premio - (con Giuseppe Terragni y Pietro Lingeri). (1937-1938)
- Casa en alquiler en Cernobbio, su obra más famosa (1938-1939).
- Sede de la Unión de trabajadores de la industria en Como (con Pietro Lingeri, Luigi Origoni, Alberto Magnaghi y Mrio Terzaghi), 1.er premio y posterior realización. (1938-1943)
- Proyecto de iglesia moderna con Mario Radice.(1942)
- Proyecto de  albergue multifuncional en Ivrea con Adriano Olivetti. (1942)

- Datos: Q3665378
- Multimedia: Cesare Cattaneo / Q3665378